# Welkenraedt
Welkenraedt (germană Welkenrath, ripuară: Wälekete) este o comună francofonă din regiunea Valonia din Belgia. Comuna este formată din localitățile Welkenraedt și Henri-Chapelle. Suprafața totală a comunei este de 24,47 km². La 1 ianuarie 2008 comuna avea o populație totală de 9.343 locuitori. 
Comuna are un statut lingvistic special, oferind facilități în materie de educație pentru locuitorii germanofoni și neerlandofoni. Comuna dispune de posibilitatea de a cere schimbarea statutului pentru a oferi și facilități administrative.

## Localități înfrățite
- Franța: Epfig;
- Italia: Nove.